# Liste der Universitäten in Südafrika
Dies ist eine Liste der Universitäten in der Republik Südafrika:

## Traditionelle Universitäten
- Universität des Freistaates, Bloemfontein, Phuthaditjhaba
- Universität Fort Hare, Alice, East London, Bisho
- Rhodes-Universität, Makhanda (früher Grahamstown)
- Universität Kapstadt, Kapstadt
  - South African College of Music, Kapstadt-Rondebosch
- Universität von KwaZulu-Natal, Durban, Pietermaritzburg, Durban-Westville
- Universität Limpopo, Sovenga
- Nordwest-Universität, Potchefstroom, Mafikeng, Vanderbijlpark und Mankwe
- Universität Pretoria, Pretoria
- Sefako Makgatho Health Sciences University, Ga-Rankuwa (City of Tshwane)
- Universität Stellenbosch, Stellenbosch
- Universität des Westkaps, Kapstadt-Bellville
- Witwatersrand-Universität, Johannesburg

## Gesamthochschulen-Universitäten
- Universität Johannesburg, Johannesburg
- Nelson Mandela University, Port Elizabeth, George
- Universität von Südafrika, Pretoria
- Universität Venda, Thohoyandou
- Walter-Sisulu-Universität, East London, ehemalige University of Transkei (UNITRA), Butterworth
- Universität Zululand, KwaDlangezwa bei Empangeni

## Technische Universitäten
- Central University of Technology, Bloemfontein
- Technische Universität Mangosuthu, Umlazi
- Technische Universität Durban (bis 2002: Technikon Natal)
- Cape Peninsula University of Technology (bis 2005: Kap Technikon und Technikon Kaphalbinsel)
- Technische Universität Tshwane (bis 2003: Technikon Nordgauteng, Technikon Nordwest und Technikon Pretoria)
- Technische Universität Vaal, Vanderbijlpark (bis 2004: Vaal Triangle Technikon)

## Sonstige
- St. Augustine College of South Africa, Johannesburg
- Monash South Africa, Roodepoort, Ruimsig, Campus der Monash University, Melbourne
- African Institute for Mathematical Sciences (AIMS), Muizenberg, Exzellenzeinrichtung